# Manifesto di Verona
Il manifesto di Verona (conosciuto anche come carta di Verona) fu un piano programmatico per il governo della Repubblica Sociale Italiana che definiva gli obiettivi politici del Partito Fascista Repubblicano nato dalle ceneri del Partito Nazionale Fascista. 
Il programma fu approvato dall'assemblea dei rappresentanti fascisti il 14 novembre 1943 durante il Congresso di Verona e può essere definito l'atto fondativo della Repubblica Sociale Italiana o Repubblica di Salò. 
I punti programmatici non furono mai trasfusi in leggi dal governo della RSI e, pertanto, salvo alcune eccezioni, non furono mai formalmente attuati.

## Contenuto del Manifesto
Nel suo preambolo il manifesto "addita nella continuazione della guerra a fianco della Germania e del Giappone fino alla vittoria finale e nella rapida ricostituzione delle Forze Armate destinate a operare accanto ai valorosi soldati dal Führer le mete che sovrastano a qualunque altra in importanza e urgenza".
I 18 punti politici programmatici ("preambolo alla Costituente") indicati del manifesto erano in sintesi:
1. Convocazione di una Costituente per l'abolizione della monarchia e la nascita della Repubblica Sociale Italiana.
2. Creazione di una Costituente composta dai membri dei sindacati fascisti, delle circoscrizioni, dai rappresentanti delle province occupate attraverso le delegazioni di sfollati e rifugiati.
3. Garanzia all'interno della Costituente del diritto di controllo e critica sulla pubblica amministrazione e sulla nomina del Capo della Repubblica; impossibilità di arresto o fermo oltre una settimana senza l'autorizzazione dell'autorità giudiziaria; indipendenza della Magistratura.
4. Elezione popolare dei rappresentanti della Camera dei fasci e delle corporazioni, nomina dei ministri da parte del Duce, elezione dei fasci nel Partito Fascista Repubblicano.
5. Esistenza di un unico partito, "ordine di combattenti e credenti" e "di assoluta purezza politica", custode della "rivoluzione fascista" incominciata il 28 ottobre 1922; tessera del PFR non obbligatoria per alcun impiego o incarico.
6. Religione ufficiale identificata in quella "cattolica apostolica romana"; tolleranza degli altri culti purché non contrastanti con le leggi.
7. Qualifica degli appartenenti alla "razza ebraica" in generale come stranieri e, durante la guerra, nemici.
8. Identificazione dei confini della Repubblica Sociale Italiana con quelli alpini e marittimi segnati dalla natura, dal sangue, dalla storia e minacciati dai governi rifugiati a Londra; necessità di agire per il riconoscimento da parte dell'Europa che l'Italia aveva bisogno del suo spazio vitale; fondazione di una Comunità Europea basata su alcuni principi: eliminazione dell'influenza britannica negli Stati europei; abolizione del "sistema capitalista interno" e lotta contro le plutocrazie (Regno Unito, USA); valorizzazione, a beneficio degli europei e di quelli indigeni, delle risorse naturali dell'Africa, nel "rispetto assoluto" degli indigeni, soprattutto quelli musulmani.
9. Base della Repubblica sociale e suo oggetto primario è il lavoro, manuale, tecnico, intellettuale, in ogni sua manifestazione.
10. La proprietà privata, frutto del lavoro e del risparmio individuale, integrazione della personalità umana, è garantita dallo Stato. Essa non deve però diventare disintegratrice della personalità fisica e morale di altri uomini, attraverso lo sfruttamento del lavoro.
11. Equiparazione dell'interesse del singolo nell'economia nazionale a quello collettivo e quindi dello Stato. I pubblici servizi e le industrie belliche dovevano essere gestite dalla RSI.
12. Collaborazione all'interno di ogni azienda tra azienda tecnici e operai per l'equa ripartizione degli utili, l'equa fissazione dei salari; partecipazione degli utili stessi anche da parte degli operai (la cosiddetta "socializzazione dell'industria").
13. Nell'agricoltura, possibilità di espropriazione delle terre incolte a favore dei braccianti per diventare coltivatori diretti o a favore di aziende agricole cooperative parasindacali o parastatali.
14. Diritto dei lavoratori a svolgere il proprio lavoro in famiglia (in aziende famigliari, salvo l'obbligo di consegnare agli ammassi la quantità stabilita dalla legge e di sottoporre a controllo le proprie tariffe).
15. Diritto alla casa; creazione dell'Ente Nazionale per la Casa del Popolo con la finalità di dare la casa a ogni lavoratore, costruendone di nuove o col riscatto delle esistenti; principio del riscatto valido in tutti i casi di affitto di residenze.
16. Iscrizione obbligatoria dei lavoratori al sindacato di categoria, organizzato con gli altri nella Confederazione Generale del Lavoro, della Tecnica e delle Arti di cui potevano far parte anche gli ex proprietari a patto che ne fossero dirigenti o tecnici; redazione di una Carta del Lavoro quale atto fondamentale per regolare i rapporti tra lavoratori, dirigenti e Stato.
17. Garanzia ai lavoratori di un salario minimo; istituzione degli spacci a prezzi calmierati; condanna a morte come traditori e disfattisti degli speculatori al mercato nero.
18. Affermazione che "il Partito con questo preambolo della Costituente dimostrava non solo di andare verso il popolo ma di stare col popolo. Il popolo italiano si doveva difendere dall'occupazione anglo-americana che voleva rendere più dura la vita al popolo italiano, le parole d'ordine erano tre: combattere, lavorare, vincere."

## Autori
Esso fu redatto ufficialmente dall'avvocato Manlio Sargenti, futuro Capo di gabinetto del Ministero dell'Economia Corporativa, con i contributi di Angelo Tarchi, Carlo Alberto Biggini, Francesco Galanti, ma l'apporto fondamentale nei punti più rivoluzionari fu quello di Nicola Bombacci, con il beneplacito di Benito Mussolini.